# جوديث فرانك
جوديث فرانك (بالإنجليزية: Judith Frank)‏ (1958)؛ كاتِبة وروائية أمريكية. درست في جامعة كورنيل.